# Listă de centenari români
Aceasta este o listă de centenari români. În 2023, în România trăiau peste 7000 de persoane care au împlinit 100 de ani. Cea mai în vârstă persoană confirmată care a locuit vreodată în România este Ilie Ciocan in vârstă de 112 ani.

## Centenari
- Dumitru Comănescu (1908 – 2020), inginer agronom român. A trăit 111 ani și 219 de zile.[3] De la 28 mai 2020 și până la moartea sa, pe 27 iunie 2020, a fost declarat oficial cel mai longeviv bărbat în viață din lume[4]. Titlul i-a fost retras după deces, când s-a dovedit că Emilio Flores Márquez era născut cu trei luni mai devreme.
- Maria Tudor (21 septemberie 1903 – 22 martie 2016), din comuna Topolog, județul Tulcea avea 110 ani în 2013 [5][6][7]
- Ilie Ciocan (28 mai 1913 – astăzi), cel mai bătrân veteran în viață al celui de-al Doilea Război Mondial în România, având vârsta de 110 ani, în 2023[8][9]
- Ioan Lascău (25 februarie 1912 – 15 februarie 2021) - 108 ani, veteran din localitatea Luncani, comuna Luna, județul Cluj [10]
- Constantin Herțoiu, (28 februarie 1914 – 28 februarie 2023) - veteran al celui de-al Doilea Război Mondial, care a locuit în județul Vâlcea.[11][12]
- Traian Grancsea de etnie romă, supraviețuitor al Holocaustului (24 decembrie 1905 – 20 mai 2014) - 108 ani [13][14][15][16]
- Gheorghe Covaci din Arad (1905 – 2014) - 108 ani [17][18]
- Dumitrașcu Lăcătușu (1891 – 1999) - 108 ani, ultimul veteran român al Primului Război Mondial[19]
- Viorica Hogaș (9 februarie 1915 – 26 noiembrie 2023) - 108 ani, profesoară [20]
- Constantin Năstase (3 iunie 1915 – 30 octombrie 2023) - 108 ani si 149 de zile, veteran de război și general al Armatei Române [21]
- Iosif Rus (28 octombrie 1915 – astăzi) - Veteranul celui de-al Doilea Război Mondial locuiește în județul Cluj, Gherla la vârsta de 107 ani [22]
- Márton Mihály (Jóska) (28 februarie 1903 – 10 decembrie 2010) - 107 ani [23]
- Nicolae Dumitrescu (1 martie 1904 – 12 septembrie 2011) - 107 ani, cel mai bătrân general din Armata Română [24][25][26][27][28]
- Nicolae Păsculescu din Timișoara avea 107 ani în 2012 [29]
- Ion Nedelcu din comuna Telega, Prahova - avea 107 ani în 2012 [30]
- Mihai Ivanciuc din Cornești, comuna Călinești, județul Maramureș - avea 106 ani în 2015 [31][32][33][34]
- Codrea Eudochia din Berbești, comuna Giulești, Maramureș, 1899-1999, avea 100 de ani și trei luni.
- Ecaterina Găman din comuna Beceni (1904 – 2011) - 106 ani, cea mai bătrână femeie din România la momentul morții [35][36][37][38][39]
- Ana Dumitru Poppa din București avea 106 ani în 2008 [40]
- Ana Sereș din Sintea Mare, Arad - avea 106 ani în 2013 [41][42]. A murit in data de 15 aprilie 2014.
- Margit Szemenyei din Caransebeș - avea 106 ani în 2013. A murit in data de 26 mai 2016.[43]
- Ilie Constandache din comuna Vultureni, Bacău - avea 106 ani în 2011 [44][45]
- Titu Stoicheci (1911 – 2017) 106 ani și nouă luni[46]
- Beldean Victoria (1913 – 2019) - din localitatea Ceaca, comuna Zalha, a trait 106 ani si 50 de zile.[47]
- Mihai Șora  (n. 7 noiembrie 1916 – d. 25 februarie 2023) - 106 ani -  filosof și eseist, membru de onoare al Academiei Române
- Titus Gârbea (1893 – 1998) - 105 ani - general de armată
- Lup Rozalia (1914 – 2020) din Feleag, Mureș. A atins vârsta de 105 ani. [48][49]
- Alexandru Țundrea din Târgu Jiu, veteran de război - avea 105 ani în 2015 [50][51][52]
- Crăciun Pantea din Arad (1910 – 2015) - 105 ani - „cel mai longeviv jandarm” [53][54][55][56][57][58]
- Augustin Rus din Ciceu-Giurgești, Bistrița-Năsăud - avea 105 ani în 2015 [59][60]
- Vladimir Creangă din Botoșana, județul Suceava (19 februarie 1909 – 14 noiembrie 2014) -  105 ani și nouă luni[61][62]
- Alexandru Duma din Banpotoc, județul Hunedoara avea 105 ani în 2013 [63][64][65]
- Dochia Băloi, din satul Pădureni, comuna Mușetești, județul Gorj - avea 105 ani în 2016 [66]
- Maria Dragomir din la Uliești, județul Dâmbovița - avea 105 ani în 2014[67]
- Sabina Drăghici din comuna Merei, Buzău - avea 105 ani în 2013 [68]
- Elisabeta Ungureanu din Iași avea 104 ani în 2009 [69]
- Elena Diac din Brăila (1906 – 2010) - 104 ani [70]
- Grigore Horhoianu din Comuna Bălănești, Gorj - avea 104 ani în 2011 [71]
- Ana Goste din Sălățig, județul Sălaj (1908 – 2013) - 104 ani [72]
- Ioan Istrate din Drașov, Alba - 104 ani [73]
- Dumitru Șomlea (1914 – 2017) - 103 ani -  veteran de război din județul Mureș
- Speranța Burlan (n. 2 august 1911) din Licurici, Gorj - avea 103 ani în 2015 [74][75]
- Ion Irimescu (1903 – 2005) - 102 ani - academician
- Angela M. Ionescu (1911 – 2012) - 101 ani - funcționar public la ministerul de finanțe, Direcția Bugetul Statului, decorată cu Ordinul Național Carol I.
- Neagu Djuvara (1916 – 2018) - 101 ani - istoric, diplomat, filozof și jurnalist[76]
- Mircea Ionescu-Quintus (1917 – 2017) - 100 de ani - politician român, fost președinte al Partidului Național Liberal între 1993–2001, senator în legislaturile 1996–2000 și 2004–2008
- Mariana Drăgescu (1912 – 2013) – 100 de ani – pilot în Escadrila Albă în timpul celui de al Doilea Război Mondial;[77][78]
- Constantin Bălăceanu-Stolnici (1923 – 2023), medic neurolog, profesor universitar, membru de onoare al Academiei Române.
- Dumitru Lupu (n. 1924), din Sinești, Iași[79]

### Alte persoane
- Dina Marian (n.1923), 101 ani, Tetoiu, județul Vâlcea[necesită citare]
- Vlad Florea (n. 1925), 100 ani, Ciocănești, județul Dâmbovița
- Petracz Czartan, care a murit în 1724, la vârsta de 185 de ani [80]
- Janoș și Sara Rowin, din Caransebeș, în vârstă de 172, respectiv 164 de ani în anul 1727
- Maftei Pop (1804? – 1952) - 148 de ani[81]
- Ilie Stamate (1828? – 1966) - 138 de ani [82][83][84][85][86][87]
- Pavăl Poiană (1776? – 6 octombrie 1906), din comuna Corodești, Județul Tutova - 130 de ani[88].
- Groza Veronica(1922-2023) 25 Decembrie
- Gheorghe Solomon (1788? – 1912) - 124 de ani [89][90]
- Ștefan Băjescu (1807? – 1927) - 120 de ani[91]
- Anițica Butariu⁠(pt)[traduceți] (17 iunie 1882 – 21 noiembrie 1997)[92], din Lipova, Județul Arad - 115 ani și 157 de zile.
- Schimonahul Spiridon Gligor de la Turnu - 112 ani (a murit la mijlocul anilor 1930) [93]
- Ioana Cosma Nechita (1808? - 1918), din Coarnele Caprei, județul Iași - 110 ani[94]
- Constantin (Dinu) Sporiș (1909 - 2015) - 106 ani, din Greblești, județul Vâlcea
- Paraschiva Văduva (1921 - 2024) - 103 ani, din Negreni, județul Vâlcea
- Ion Pavel (1907 - 2009) - 102 ani, din Măgura, județul Vâlcea
- Elena Dinescu (n. 1923), din Râmnicu Vâlcea
- Ana Tomescu (1923 - 2023) - 100 de ani, din Măgura, județul Vâlcea
- Eugenia Roibu (n. 1924) din Măgura, Vâlcea
- Gheorghița Viorean (n. 1924) din Păușești-Măglași, Vâlcea
- Emilia Vaida(1922 - 2024) dinNadiș, Sălaj
- Victoria Cornici (n. 1910), din comuna Victoria, județul Iași - avea 102 ani in 2012